# 140
Вижте пояснителната страница за други значения на 140.

## Починали
- Публий Аний Флор, римски историк